# Открытый чемпионат Франции по теннису 2022
О турнирах в одиночных разрядах см. мужчины и женщины
Открытый чемпионат Франции 2022 — 121-й розыгрыш ежегодного профессионального теннисного турнира серии Большого шлема, проходящего в столице Франции Париже на кортах местного теннисного центра «Roland Garros». Победители соревнований определяются в 17 разрядах: в пяти — у взрослых, в четырёх — у старших юниоров, в шести — у игроков на колясках, в двух — у ветеранов.
В 2022 году матчи основных сеток проходили с 22 мая по 5 июня. Открытый чемпионат Франции по традиции завершил весеннюю серию турниров на грунте, а также стал вторым турниром Большого шлема в сезоне 2022 года.

## Победители

### Взрослые

#### Мужчины. Одиночный разряд
Рафаэль Надаль обыграл  Каспера Рууда со счётом 6:3, 6:3, 6:0.
- Надаль рекордный 14-й раз выиграл Открытый чемпионат Франции.
- Надаль рекордный 22-й раз выиграл турнир Большого шлема в мужском одиночном разряде.
- 4-й в сезоне и 92-й титул в карьере для Надаля в основном туре ассоциации.
- Рууд стал первым в истории норвежцем, дошедшим до финала турнира Большого шлема в мужском одиночном разряде.
- Рууд сыграл 4-й одиночный финал в сезоне и 12-й за карьеру в туре ассоциации.
- Дебютная личная встреча между Надалем и Руудом.

#### Женщины. Одиночный разряд
Ига Свёнтек обыграла  Кори Гауфф со счётом 6:1, 6:3.
- Свёнтек второй раз выиграла турнир Большого шлема и второй раз на Ролан Гаррос.
- 6-й в сезоне и 9-й одиночный титул в карьере для Свёнтек в основном туре ассоциации.
- 18-летняя Гауфф впервые сыграла в финале турнира Большого шлема в одиночном разряде.
- Гауфф сыграла 1-й одиночный финал в сезоне и 3-й за карьеру в туре ассоциации.
- 3-я личная встреча между Свёнтек и Гауфф, все победы за Свёнтек.

#### Мужчины. Парный разряд
Марсело Аревало /  Жан-Жюльен Ройер обыграли  Ивана Додига /  Остина Крайчека со счётом 6:7(4), 7:6(5), 6:3.
- Аревало впервые выиграл турнир Большого шлема.
- 40-летний Ройер стал самым возрастным победителем турнира Большого шлема в мужском парном разряде в «Открытую эру».
- Аревало и Ройер отыграли в финале три матчбола.
- Аревало выиграл 3-й парный титул в сезоне и 5-й за карьеру в туре ассоциации.
- Ройер выиграл 3-й парный титул в сезоне и 32-й за карьеру в туре ассоциации.
- Крайчек сыграл дебютный финал серии Большого шлема.

#### Женщины. Парный разряд
Каролин Гарсия /  Кристина Младенович обыграли  Кори Гауфф /  Джессику Пегулу со счётом 2:6 6:3 6:2.
- Гарсия и Младенович ранее вместе побеждали на турнире в 2016 году.
- Для Младенович это шестая в карьере победа на турнирах Большого шлема в женском парном разряде (в том числе четвёртая в Париже).
- Гарсия выиграла 1-й парный титул в сезоне и 7-й за карьеру в туре ассоциации.
- Младенович выиграла 1-й парный титул в сезоне и 25-й за карьеру в туре ассоциации.
- Гауфф сыграла на «Ролан Гаррос» в этом году в одиночном и парном финале и оба проиграла.
- Пегула сыграла дебютный финал серии Большого шлема.

#### Смешанный парный разряд
Эна Сибахара /  Уэсли Колхоф обыграли  Ульрикке Эйкери /  Йорана Влигена со счётом 7:6(5), 6:2.
- Для Сибахары и Колхофа это первая в карьере победа на турнирах Большого шлема.
- Для Эйкери и Влигена это дебютный финал на турнирах Большого шлема.

### Юниоры

#### Юноши. Одиночный разряд
Габриэль Дебрю обыграл  Жиль-Арно Байи со счётом 7:6(5), 6:3.

#### Девушки. Одиночный разряд
Луция Гавличкова обыграла  Солану Сьерра со счётом 6:3, 6:3.

#### Юноши. Парный разряд
Эдас Бутвилас /  Мили Польичак обыграли  Гонсало Буэно /  Игнасио Бусе со счётом 6:4, 6:0.
- Бутвилас выиграл второй юниорский турнир Большого шлема в парном разряде после Уимблдона 2021 года.

#### Девушки. Парный разряд
Сара Бейлек /  Луция Гавличкова обыграли  Николу Бартункову/  Селин Неф со счётом 6:3, 6:3.

### Легенды (показательный турнир)
В 2022 году турнир легенд впервые прошёл без разделения по возрастам (ранее отдельно соревновались ветераны младше и старше 45 лет).

#### Мужчины. Парный разряд
Арно Клеман /  Фабрис Санторо обыграли  Себастьен Грожан /  Седрик Пьолин со счётом 6:3, 4:6, [10-7].

#### Женщины. Парный разряд
Флавия Пеннетта /  Франческа Скьявоне обыграли  Хиселу Дулко /  Габриэлу Сабатини со счётом 1:6 7:6(4) [10-6]

## Общая информация

### Рейтинговые очки и призовые деньги

#### Рейтинговые очки
Ниже представлено распределение рейтинговых очков теннисистов на турнирах Большого шлема.
| Разряд / стадия   | Титул | Финал | Полуфинал | Четвертьфинал | 1/8 финала | 1/16 финала | 1/32 финала | 1/64 финала | Победа в квалификации | Финал квалификации | Второй круг квалификации | Первый круг квалификации |
| Мужской одиночный | 2000  | 1200  | 720       | 360           | 180        | 90          | 45          | 10          | 25                    | 16                 | 8                        | 0                        |
| Мужской парный    | 2000  | 1200  | 720       | 360           | 180        | 90          | 0           | н/д         | н/д                   | н/д                | н/д                      | н/д                      |
| Женский одиночный | 2000  | 1300  | 780       | 430           | 240        | 130         | 70          | 10          | 40                    | 30                 | 20                       | 2                        |
| Женский парный    | 2000  | 1300  | 780       | 430           | 240        | 130         | 10          | н/д         | н/д                   | н/д                | н/д                      | н/д                      |

|  |

### Призовые деньги
| Разряд    | Титул      | Финал      | Полуфинал | Четвертьфинал | 1/8 финала | 1/16 финала | 1/32 финала | 1/64 финала | Финал квалификации | Второй круг квалификации | Первый круг квалификации |
| Одиночный | €2 200 000 | €1 100 000 | €600 000  | €380 000      | €220 000   | €125 800    | €86 000     | €62 000     | €31 000            | €20 000                  | €14 000                  |
| Парный*   | €580 000   | €290 000   | €146 000  | €79 500       | €42 000    | €25 000     | €15 500     | н/д         | н/д                | н/д                      | н/д                      |

* на двоих игроков